# Puma Jones
Sandra „Puma” Jones (ur. 5 października 1953 w Columbii, zm. 28 stycznia 1990 w Nowym Jorku) – amerykańska piosenkarka, w latach 1978–1986 członkini legendarnej grupy roots reggae Black Uhuru.

## Życiorys
Urodziła się i dorastała w stolicy stanu Karolina Południowa. Po ukończeniu studiów magisterskich na Uniwersytecie Columbia znalazła zatrudnienie w Nowym Jorku jako pracowniczka opieki społecznej. W połowie lat 70. wyjechała na wakacje na Jamajkę, gdzie postanowiła zostać już na stałe. Tam też zyskała okazję by szlifować swoje talenty artystyczne, śpiewając i tańcząc w zespole The Sons of Negus. Dzięki znajomości z liderem grupy Ras Michaelem, w roku 1978 poznała Derricka „Duckiego” Simpsona, jednego z założycieli Black Uhuru, który po odejściu z formacji Errola „Jaya” Wilsona poszukiwał właśnie kogoś na jego miejsce. Pewnego razu będąc gościem w jej domu, Simpson usłyszał jak śpiewała; jej głos wywarł na nim na tyle duże wrażenie, że postanowił zaprosić ją do zespołu. Jones propozycję przyjęła i od razu wzięła udział w sesjach nagraniowych na drugą płytę długogrającą grupy, wydaną w roku 1979 pt. Showcase. Choć jej rola ograniczała się do śpiewania chórków, stała się od tej pory nieodłącznym elementem zespołu, którego szczyt popularności właśnie miał nadejść.
Oprócz wspomnianego krążka, charakterystyczny głos Pumy Jones można usłyszeć jeszcze na ośmiu kolejnych albumach studyjnych Black Uhuru (w tym Anthem, za który muzycy zostali w roku 1985 uhonorowani pierwszą w historii nagrodą Grammy w kategorii najlepszy album reggae), a także na albumie koncertowym Tear It Up. Na płycie Brutal po raz pierwszy (i jak się okazało, jedyny) Jones udzieliła się jako główna wokalistka, śpiewając utwór „City Vibes”. Jej karierę przerwała niespodziewana choroba; w roku 1987, gdy była już w trakcie nagrań na kolejny album zespołu Positive, zdiagnozowano u niej raka piersi. Na pozostałej części sesji nagraniowych zastąpiła ją Janet „Olafunke” Reid, natomiast ona sama powróciła do Nowego Jorku, gdzie podjęła próbę leczenia. Zmarła 28 stycznia 1990 roku po niemal trzyletniej walce z chorobą. Została pochowana na cmentarzu nieopodal jej rodzinnego domu w Columbii.